# Hai Yung (1898)
El Hai Yung fue un crucero protegido de la Flota de Beiyang de la dinastía Qing china (también conocida como dinastía manchú) . Era buque cabeza de una clase de tres cruceros, construidos en Alemania, para la Marina china tras las pérdidas sufridas por esta última durante la primera guerra chino-japonesa.

## Concepción
El buque era un pequeño crucero protegido con cañones de tiro rápido que daba un giro a la concepción de la marina china de preguerra de artillar a sus cruceros con armas pesadas pero de tiro lento.
El Hai Yung era semejante a la Clase Apollo, de cruceros protegidos británicos, y la Clase Liguria de cruceros protegidos italianos, y fue construido como los cruceros holandeses de la Clase Gelderland.
Alemania, por su parte, incrementó el número de buques similares para su marina iniciando la construcción de la Clase Gazelle y sus rápidos sucesores hasta la Primera Guerra Mundial.

## Historia operacional
En 1906, el Hai Yung fue enviado a un crucero de seis meses para inspeccionar las condiciones de las comunidades chinas en el sudeste de Asia.
En 1911, la mayoría de los buques de la marina china se rebelaron durante el derrocamiento de la Dinastía Manchú. El Hai Yung y sus buques gemelos (Hai Chou y Hai Chen) sobrevivieron a esta revolución.
Al estallar la Segunda Guerra Chino-Japonesa, en 1937, estos cruceros ya eran considerados buques obsoletos y fueron utilizados para bloquear ríos mediante su hundimiento. El Hai Yung fue hundido en el río Yangtsé el 11 de agosto de 1937.